# Chevalier (2022)
Chevalier ist ein US-amerikanischer Spielfilm von Stephen Williams aus dem Jahr 2022. Die historische Filmbiografie basiert auf dem Leben von Joseph Bologne, Chevalier de Saint-Georges (1745–1799). Die Hauptrolle übernahm Kelvin Harrison Jr.
Die Uraufführung fand im September 2022 auf dem Toronto International Film Festival statt. Der regulärer Kinostart erfolgte am 21. April 2023 in den USA.

## Handlung
Die Geschichte basiert lose auf der Biografie von Joseph Bologne, Chevalier de Saint-Georges, der aus der französischen Karibik stammte. Dem musikalischen Wunderkind, Sohn eines französischen Plantagenbesitzers und einer afrikanischen Sklavin, gelingt im 18. Jahrhundert der Aufstieg in die französische Gesellschaft. Für Aufsehen sorgt er, als er ein Pariser Konzert von Wolfgang Amadeus Mozart unterbricht. Chevalier brilliert selbst als Geiger und Komponist sowie als Meisterfechter. La Guimard, eine ältere Frau am Hof, verguckt sich in ihn. Chevalier selbst ist aber unglücklich in die verheiratete französische Adlige Marie-Josephine verliebt. Auch möchte er Leiter der Pariser Oper werden. Wegen eines Streits mit Marie-Antoinette und ihrem Hof fällt er in Ungnade. In der beginnenden französischen Revolution gewinnt er als Kämpfer für die revolutionären Ideale das Ansehen der Pariser Bevölkerung.

## Hintergrund
Chevalier ist der sechste Spielfilm des in Jamaika geborenen und aufgewachsenen Stephen Williams. Er machte sich einen Namen als Produzent und Regisseur an Fernsehserien, darunter Watchmen (2019), die ihm einen Emmy einbrachte. Zuletzt hatte er 2002 bei der Fernsehproduktion Verdict in Blood die Regie an einem Spielfilm übernommen. Für das Originaldrehbuch zeichnete die US-Amerikanerin Stefani Robinson verantwortlich, die zuvor an preisgekrönten Serien wie Atlanta oder What We Do in the Shadows mitgearbeitet und das Filmprojekt gepitcht hatte. Sie habe über lange Zeit die Geschichte von Joseph Bologne, Chevalier de Saint-Georges gekannt und erst später an eine Filmbiografie über ihn nachgedacht, da er vielen unbekannt sei. Stefani zufolge habe er „über 20 aufregende Leben“ geführt. Chevalier ist ihr Spielfilmdebüt als Drehbuchautorin.
Das Projekt wurde Ende Juni 2020 vom US-amerikanischen Filmstudio Searchlight Pictures bekannt gegeben, das den Film in die Kinos bringen will. Für die Produktion traten auch Ed Guineys und Andrew Lowes Gesellschaft Element Pictures auf den Plan. Ende März 2021 wurde die Titelrolle mit dem US-amerikanischen Schauspieler Kelvin Harrison Jr. besetzt. Für die weibliche Hauptrolle der Marie-Josephine wurde die Australierin Samara Weaving verpflichtet. Die folgenden Monate wurde das Schauspielensemble u. a. um Lucy Boynton als Marie-Antoinette, Minnie Driver und Alex Fitzalan ergänzt.
Die Dreharbeiten fanden ab 7. September 2021 in Prag statt.

## Veröffentlichung und Rezeption
Die Premiere von Chevalier erfolgte am 11. September 2022 auf dem Toronto International Film Festival.
Auf der Website Rotten Tomatoes erhielt der Film bei Kritikern eine Zustimmungsrate von 77 Prozent bei über 160 ausgewerteten Rezensionen (vom Publikum wurde Chevalier noch besser bewertet). Dies führte zu einer Durchschnittswertung von 6,5 von 10 möglichen Punkten. Das Fazit der Seite lautet, dass Chevalier, „unterstützt durch Kelvin Harrison Jr.s herausragende Arbeit in der Titelrolle“, „einen unterhaltsamen Einblick in das unglaubliche Leben eines brillanten Künstlers“ biete. Auf der Website Metacritic erhielt Chevalier einen Metascore von 67 von 100 möglichen Punkten, basierend auf über 20 ausgewerteten englischsprachigen Kritiken. Dies entspricht allgemein positive Bewertungen („Generally Favorable“).

## Auszeichnungen
Im Jahr 2023 wurde Drehbuchautorin Stefani Robinson beim US-amerikanischen Filmfestival von Mill Valley zu den „Screenwriters to Watch“ des Branchendiensts Variety gezählt. Der Film selbst konkurrierte im selben Jahr im Wettbewerb des internationalen Filmfestivals von Cleveland. Filmkomponist Kris Bowers wurde für den Hollywood Music In Media Award nominiert.